# 상해 임시정부
상해 임시정부는 1919년 4월 11일 중국 상하이에 설립되었다가 1919년 9월 11일에 대한민국 임시정부로 통합된 단체였다.

## 수립 배경
1918년 미국 대통령 우드로 윌슨이 민족자결주의론을 발표하자 신한청년당은 김규식을 프랑스로 파견하여 한국의 독립의 정당성 및 국제연맹의 동의를 통한 외교독립을 추진하였으나 실패하였다. 그후 상해 임시정부, 한성 임시정부, 연해주의 대한국민의회, 미국의 국민회와 동지회가 통합되어서 통합 임시정부가 상하이에서 발족되었다.

## 의의
임시정부가 국민이 주권을 갖는 민주공화제 정부의 수립으로써는 러시아에 수립된 임시정부에 연이어 2번째였으나 한반도 지역에서 최초였다. 군주주권과 전제군주제로 이어온 역사가 국민주권과 민주 공화제로 큰 전환을 하게 된다.
1919년 9월 11일에는 뒤따라 한성에 수립된 임시정부, 가장 먼저 수립된 러시아의 임시정부와 통합이 된다. 한성정부의 정통성은 인정하나 정부 위치는 상하이에 두는 통합이었다.

## 같이 보기
- 대한국민의회
- 한성 임시정부
- 대한민국 임시정부
- 조선민국 임시정부
- 대한광복군정부